# Хоменко Павло Миколайович
Павло́ Микола́йович Хоме́нко — старший сержант Збройних сил України, учасник російсько-української війни.
Військовик 95-ї аеромобільної бригади, в часі боїв зазнав поранень.

## Нагороди
20 червня 2014 року — за особисту мужність і героїзм, виявлені у захисті державного суверенітету та територіальної цілісності України, вірність військовій присязі під час російсько-української війни, відзначений — нагороджений орденом «За мужність» III ступеня.